# Numero di Dunbar
Il numero di Dunbar è una quantificazione numerica del limite cognitivo teorico che concerne il numero di persone con cui un individuo è in grado di mantenere relazioni sociali stabili, ossia relazioni nelle quali un individuo conosce l'identità di ciascuna persona e come queste persone si relazionano con ognuna delle altre.

## Concetto
Il numero è stato introdotto dall'antropologo britannico Robin Dunbar, il quale ha individuato una correlazione tra le dimensioni dell'encefalo dei primati e quelle dei gruppi sociali degli stessi. In seguito, Dunbar applicò la sua teoria usando le dimensioni medie dell'encefalo umano: evincendolo dai risultati degli studi sui primati, giunse alla conclusione che gli esseri umani sono in grado di mantenere circa 150 relazioni sociali stabili.
I sostenitori della teoria asseriscono che un numero di persone superiore a quello di Dunbar necessita di regole e norme più restrittive per mantenere il gruppo stabile e coeso.
Le stime sul valore del numero di Dunbar, in realtà, oscillano tra 100 e 250, ma l'approssimazione maggiormente adoperata è 150. Questa cifra viene solitamente raggiunta solitamente tra i 20 e i 30 anni di vita di ogni individuo: stando all'antropologo, dovrebbe rimanere fissa fino all'anzianità, dove la cerchia di persone strette tende a restringersi. Il numero prende in considerazione solo le persone che un individuo conosce e con le quali è effettivamente in contatto; esclude pertanto i meri conoscenti, nonché le persone con le quali abbia interrotto i rapporti. Se fossero prese in considerazione queste ulteriori tipologie di relazioni sociali, il numero potrebbe essere molto più alto e ciò, presumibilmente, dipenderebbe dalle dimensioni della memoria a lungo termine.
Dunbar ha teorizzato che: "questo limite è funzione diretta della dimensione relativa della neocorteccia, che a sua volta limita la dimensione del gruppo... Il limite imposto dalla capacità di elaborazione neocorticale riguarda il numero di individui con i quali può essere mantenuta una relazione interpersonale stabile." Il numero include, ad esempio, soggetti come ex compagni di classe con i quali un individuo potrebbe essere interessato a rientrare in contatto.

## Retroterra di ricerca
I primatologi hanno osservato che, a causa della loro natura altamente sociale, i primati devono mantenere un contatto personale con gli altri membri del gruppo sociale di appartenenza, di solito mediante il social grooming. I gruppi sociali funzionano come cricche di protezione interne ai gruppi di dimensioni più grandi in cui i primati vivono. 
Il numero dei membri del gruppo sociale di cui un primate può seguire le tracce è limitato dal volume della neocorteccia. Ciò suggerisce che vi è un valore indicativo della dimensione del gruppo che varia da specie a specie e che è computabile a partire dal volume neocorticale medio della specie.
Nel 1992, Dunbar ha utilizzato la correlazione osservata per i primati non umani per prevedere la dimensione dei gruppi sociali degli esseri umani. Tramite un'equazione di regressione sui dati di 38 generi di primati, Dunbar ha predetto una "dimensione media del gruppo umano" di 148 (arrotondato a 150), un risultato che considerava indicativo a causa del largo margine di errore (un intervallo di confidenza del 95% dei 100-230).
Dunbar ha poi confrontato questa previsione con le effettive dimensioni osservabili nei gruppi di umani. Partendo dal presupposto che l'attuale dimensione media della neocorteccia umana si è sviluppata circa 250.000 anni fa, durante il Pleistocene, Dunbar ha cercato informazioni utili nella letteratura antropologica ed etnografica riguardante le società di cacciatori-raccoglitori ancora esistenti, vicine, quanto a usi e costumi, a come gli antropologi ricostruiscono le società del Pleistocene. Dunbar ha osservato che in queste società "preistoriche" possono essere individuate tre categorie di gruppi sociali - di piccole, medie e grandi dimensioni, corrispondenti a bande, gruppi di lignaggio culturale e tribù - con le rispettive dimensioni di 30-50, 100-200 e 500-2500 membri ciascuno.
Le indagini di Dunbar sulle dimensioni di villaggi e tribù apparvero avvicinarsi al valore previsto. Dunbar ha sostenuto che 150 rappresenterebbe la dimensione media del gruppo solo per quelle comunità che hanno un forte incentivo a rimanere insieme. Secondo Dunbar affinché un gruppo di queste dimensioni possa rimanere coeso, ben il 42% del tempo del gruppo dovrebbe essere dedicato al "social grooming". Inoltre, egli ha osservato che gruppi del genere sono quasi sempre fisicamente vicini: "Un ulteriore limite alle dimensioni del gruppo potrebbe dipendere dal grado di dispersione nelle società, infatti, individui non fisicamente vicini si incontrano meno spesso e avranno pertanto minore familiarità l'uno con l'altro, sicché le dimensioni del gruppo dovrebbero essere più piccole, di conseguenza." Dunque, gruppi di 150 membri si formerebbero solo in casi di assoluta necessità in dipendenza di pressioni ambientali ed economiche.
In Grooming, Gossip, and the Evolution of Language, un libro scritto da Dunbar nel 1996, egli suggerisce che il linguaggio abbia potuto rappresentare in epoca preistorica una forma di social grooming sui generis, consentendo ai primi uomini di mantenere la coesione sociale in modo efficiente. Senza linguaggio, dice Dunbar, gli esseri umani avrebbero dovuto dedicare quasi metà del loro tempo al social grooming, il che avrebbe reso qualsiasi sforzo cooperativo o produttivo praticamente impossibile. La comunicazione verbale ha consentito alle società di rimanere coese, riducendo il bisogno di "intimità fisica".

## Quantificazioni alternative
L'antropologo H. Russell Bernard, con Peter Killworth e altri studiosi, ha compiuto una serie di studi sul campo, negli Stati Uniti, individuando un numero medio di legami di 290, circa il doppio di quello stimato da Dunbar. La stima di Bernard-Killworth riguardo alle dimensioni verosimili della rete sociale di un individuo si fonda su una serie di studi sul campo, che utilizzano metodi diversi applicati a diverse popolazioni. Non si tratta di una media dei risultati di vari studi ma piuttosto di un dato empirico rinvenuto più volte. Tuttavia, il numero di Bernard-Killworth non è così diffuso come quello di Dunbar.
Un'altra ricerca condotta da ricercatori dell'Università di Stoccolma del 2021 ha provato a confutare o confermare il numero di Dunbar. Dai loro risvolti statistici, emerge che il numero medio di relazioni mantenute da un essere umano non sia significativo, in quanto l'intervallo di confidenza da cui viene calcolato è troppo ampio; inoltre, anche se si volesse tenerne conto, il valore oscillerebbe tra i 16 e i 109 individui, pertanto sarebbe mediamente più basso dei 150 proposti. Dunbar ha contestato la loro interpretazione del concetto di relazione umana e il loro metodo di ricerca, ma diversi esponenti della comunità scientifica hanno trovato questa ricerca interessante ed utile. Effettivamente, gli studi principali dell'antropologo britannico risalgono agli anni '90, periodo nel quale internet non era in grado di influenzare le interazioni umane; in più, nel nuovo contesto creatosi dopo la pandemia di COVID-19, i risultati di studi sociali effettuati negli anni precedenti potrebbero non essere più applicabili.

## Applicazioni
Il numero di Dunbar ha suscitato interesse in antropologia, psicologia evoluzionista, statistica e gestione aziendale. Ad esempio, gli sviluppatori di software sociali se ne sono interessati per risalire alla dimensione delle reti sociali di cui i loro software devono tener conto; e nella moderna teoria militare, gli psicologi operativi utilizzano tali dati per sostenere o confutare le strategie politiche votate al mantenimento o al miglioramento della coesione dell'unità e il morale.
Secondo uno studio del 2011, il numero di Dunbar può essere applicato anche ai servizi di social network. È dubbio, tuttavia, se le interazioni online possano essere considerate relazioni sociali stabili, in quanto i contatti "virtuali" non stimolano risposte biologiche paragonabili a quelli reali.

### Esempi
- In un articolo del 1985 intitolato "Psychology, Ideology, Utopia, & the Commons", lo psicologo Dennis Fox propone l'applicazione del concetto alla anarchia, alla politica e alla tragedia dei beni comuni.
- Il numero di Dunbar è stato utilizzato nello studio delle comunità virtuali, in particolare a degli MMORPG come Ultima Online, di siti di social networking, come Facebook[21] (lo stesso Dunbar ha compiuto uno studio su Facebook nel 2010[22]) e MySpace.[23]
- L'autorità fiscale svedese, nel 2007, facendo riferimento alla ricerca di Dunbar, ha riorganizzato le sue funzioni prevedendo un massimo di 150 addetti per ufficio[24].